# Нощна смяна във „Фреди“
„Нощна смяна във „Фреди“ (на английски: Five Nights at Freddy's) е американски свръхестествен филм на ужасите от 2023 г. на режисьора Ема Тами, който е съсценарист със Скот Коутън и Сет Къдибак. Продуциран от „Блъмхаус Продъкшънс“ и „Страйкър Ентъртейнмънт“, той е базиран на едноименната поредица видеоигри, създаден от Скот Коутън, който също служи като продуцент с Джейсън Блум. Във филма участват Джош Хъчърсън, Елизабет Лейл, Пайпър Рубио и Матю Лилард. Снимките започват в Ню Орлиънс на 1 февруари и приключват на 3 април 2023 г. Филмът излиза самостоятелно по кината и в „Пийкок“ в Съединените щати на 27 октомври 2023 г. от „Юнивърсъл Пикчърс“. Продължението, „Нощна смяна във „Фреди“ 2“, ще излезе на 5 декември 2025 г.

## Синопис
Майк Шмид (Джош Хъчърсън) е млад мъж, който се грижи за 10-годишната си сестра Аби (Пайпър Рубио). Наскоро уволнен и отчаяно търсещ работа, Майк се съгласява да заеме позиция като нощен охранител в изоставен тематичен ресторант: Пицарията на Фреди Фазбер. Но Майк скоро открива, че нищо в ресторанта не е такова, каквото изглежда Четирите аниматроници – Фреди Фазбер, Бони, Чика и Фокси – могат да се движат през ноща и имат нестихващи желания за убийства. С помощта на Ванеса, местен полицай (Елизабет Лейл), нощите на Майк във „Фреди“ ще го доведат до необясними срещи със свръхестественото и ще го завлекат в черното сърце на неописуем кошмар.

## В ролите
- Джош Хъчърсън – Майк Шмид
- Елизабет Лейл – Ванеса Монро
- Пайпър Рубио – Аби Шмид
- Матю Лилард – Стийв Реглън
- Кат Конър Стърлинг – Макс
- Мери Стюарт Мастерсън – леля Джейн
- Лукас Грант
- Джесика Блекмор

Също така американските ютюбъри CoryxKenshin и MatPat ще са във филма.